# Tribhuwanbast
Tribhuwanbast (nep. पुनर्वास) – gaun wikas samiti w zachodniej części Nepalu w strefie Mahakali w dystrykcie Kanchanpur. Według nepalskiego spisu powszechnego z 2001 roku liczył on 2262 gospodarstw domowych i 12 507 mieszkańców (6292 kobiet i 6215 mężczyzn).